# Luciana Ubeda
Luciana Ubeda (San Juan, Argentina, 21 de febrero de 2001) es una jugadora de futsal argentina. Actualmente se desempeña como ala en el Club Atlético San Lorenzo de Almagro con el que disputa el torneo de Futsal Femenino de la AFA. También es jugadora de la Selección Argentina de Futsal Femenino.

## Trayectoria

### San Lorenzo
En febrero de 2022 llega desde San Juan para una prueba en el club San Lorenzo por recomendación de una ex jugadora y es incorporada al plantel para disputar el Torneo de Futsal de AFA. Tras disputar los primeros partidos del torneo, queda seleccionada para viajar a la Copa Libertadores de Futsal Femenino 2022 en la que marca un gol clave para la clasificación del equipo en la fase de grupos. La participación culminaría con la obtención del subcampeonato continental. En la segunda mitad del año, consigue sus dos primeros campeonatos en los torneos de AFA, la Copa de Oro 2022 y el Torneo de AFA 2022.

## Palmarés

### Títulos nacionales de futsal
| Título             | Club        | País      | Año  |
| ------------------ | ----------- | --------- | ---- |
| Copa de Oro 2022   | San Lorenzo | Argentina | 2022 |
| Torneo de AFA 2022 | San Lorenzo | Argentina | 2022 |